# Graphe dodécaédrique rhombique
Le graphe dodécaédrique rhombique est, en théorie des graphes, un graphe possédant 14 sommets et 24 arêtes.

## Propriétés

### Propriétés générales
Il existe treize graphes correspondant aux squelettes des treize solides de Catalan, les polyèdres duaux des solides d'Archimède. Le graphe dodécaédrique rhombique est l'un d'eux. Les douze autres sont le graphe hexacontaédrique trapézoïdal, le graphe icositétraédrique trapézoïdal, le graphe hexakioctaédrique, le graphe hexaki-icosaédrique, le graphe hexacontaédrique pentagonal, le graphe icositétraédrique pentagonal, le graphe pentakidodécaédrique, le graphe triacontaédrique rhombique, le graphe triakioctaédrique, le graphe tétrakihexaédrique, le graphe triaki-icosaédrique et le graphe triakitétraédrique.
Le graphe dodécaédrique rhombique est le squelette du dodécaèdre rhombique, un solide dont les 12 faces sont des losanges
Le diamètre du graphe dodécaédrique rhombique, l'excentricité maximale de ses sommets, est 4, son rayon, l'excentricité minimale de ses sommets, est 4 et sa maille, la longueur de son plus court cycle, est 4. Il s'agit d'un graphe 3-sommet-connexe et d'un graphe 3-arête-connexe, c'est-à-dire qu'il est connexe et que pour le rendre déconnecté il faut le priver au minimum de 3 sommets ou de 3 arêtes.

### Coloration
Le nombre chromatique du graphe dodécaédrique rhombique est 2. C'est-à-dire qu'il est possible de le colorer avec 2 couleurs de telle façon que deux sommets reliés par une arête soient toujours de couleurs différentes. Ce nombre est minimal.
La bicoloration se fait en colorant les sommets de degré 3 d'une couleur et ceux de degré 4 d'une autre (leurs nombres étant distincts, on en déduit que ce graphe n'est pas hamiltonien).
L'indice chromatique du graphe dodécaédrique rhombique est 4. Il existe donc une 4-coloration des arêtes du graphe telle que deux arêtes incidentes à un même sommet soient toujours de couleurs différentes. Ce nombre est minimal.
Il est possible de compter les colorations distinctes du graphe dodécaédrique rhombique, en fonction du nombre de couleurs autorisé. Cela donne une fonction polynomiale et le polynôme qui lui est associé est qualifié de polynôme chromatique. Le nombre chromatique étant 2, ce polynôme de degré 14 admet 0 et 1 pour racines. Il est égal à : {\displaystyle (x-1)x(x^{12}-23x^{11}+253x^{10}-1759x^{9}+8615x^{8}-31361x^{7}+87205x^{6}-187127x^{5}+308232x^{4}-380364x^{3}+333138x^{2}-184963x+48831)}.

### Propriétés algébriques
Le groupe d'automorphismes du graphe dodécaédrique rhombique est d'ordre 48.
Le polynôme caractéristique  de la matrice d'adjacence du graphe dodécaédrique rhombique est : {\displaystyle (x-2)^{3}x^{6}(x+2)^{3}(x^{2}-12)}.